# SNCM
SNCM (Société Nationale Maritime Corse Méditerranée)은 지중해에서 활동하는 프랑스의 페리 회사이다.
페리는 프랑스 본토의 마르세유, 툴롱, 니스와 코르시카에 위치한 칼비, 바스티아, 아작시오, 포르토베키오 및 알제리의 알제, 오랑, 스킥다, 베자이아, 튀니지의 튀니스, 이탈리아의 제노바를 왕래한다.